# Javier Manterola

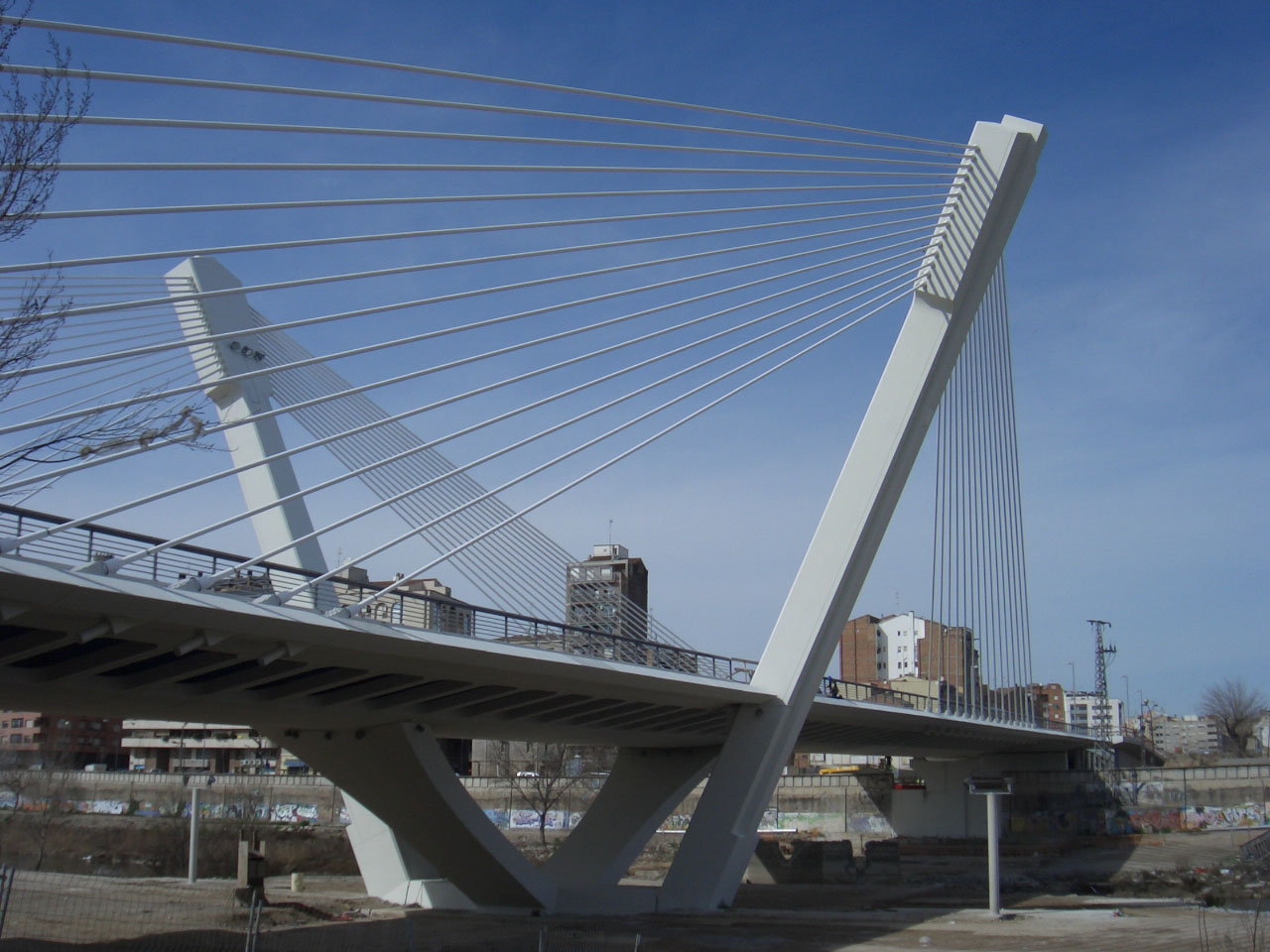
Princip de Viana Brücke in Lleida

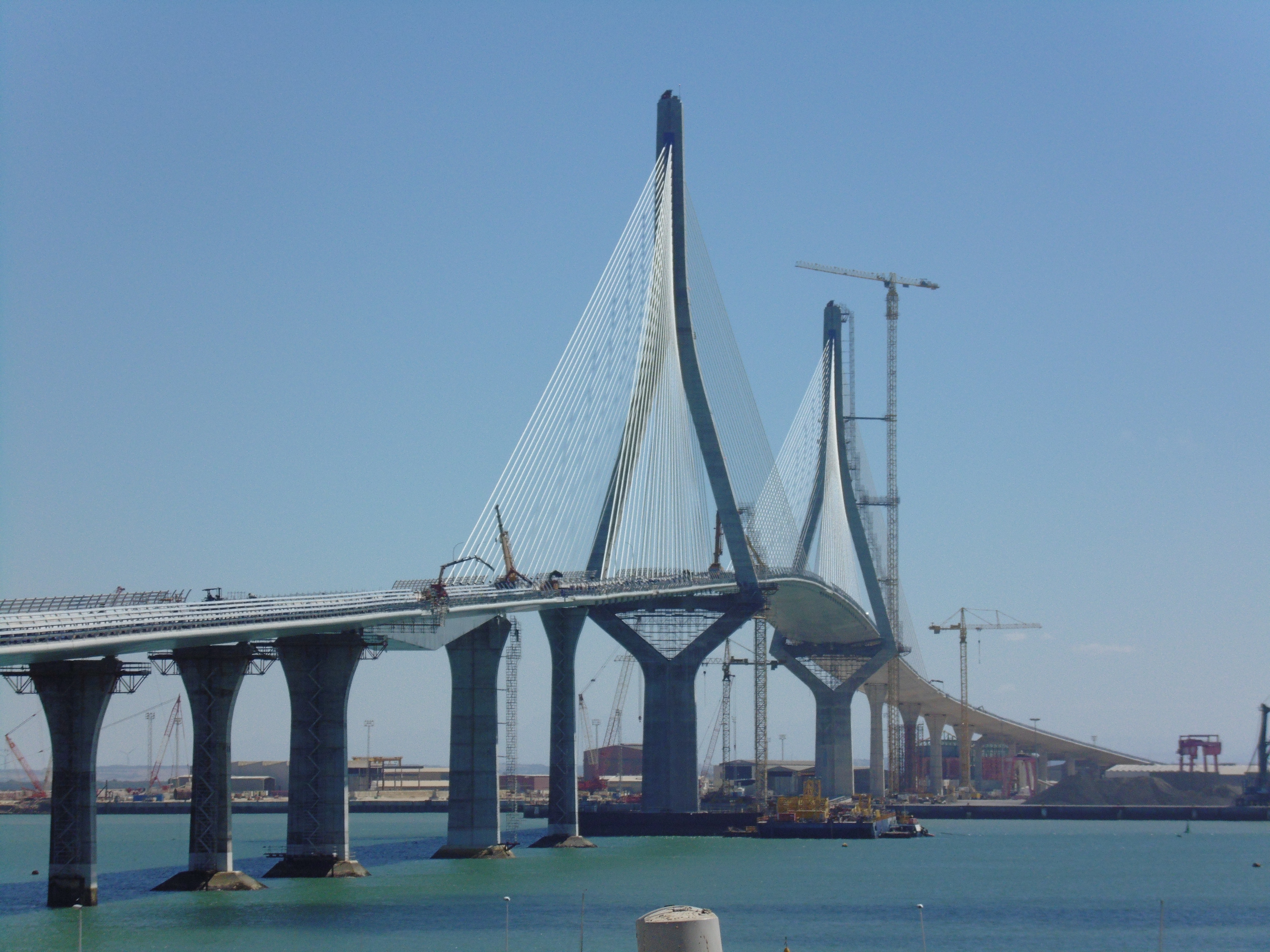
Puente de la Constitución de 1812/Puente de la Pepa, Cadiz

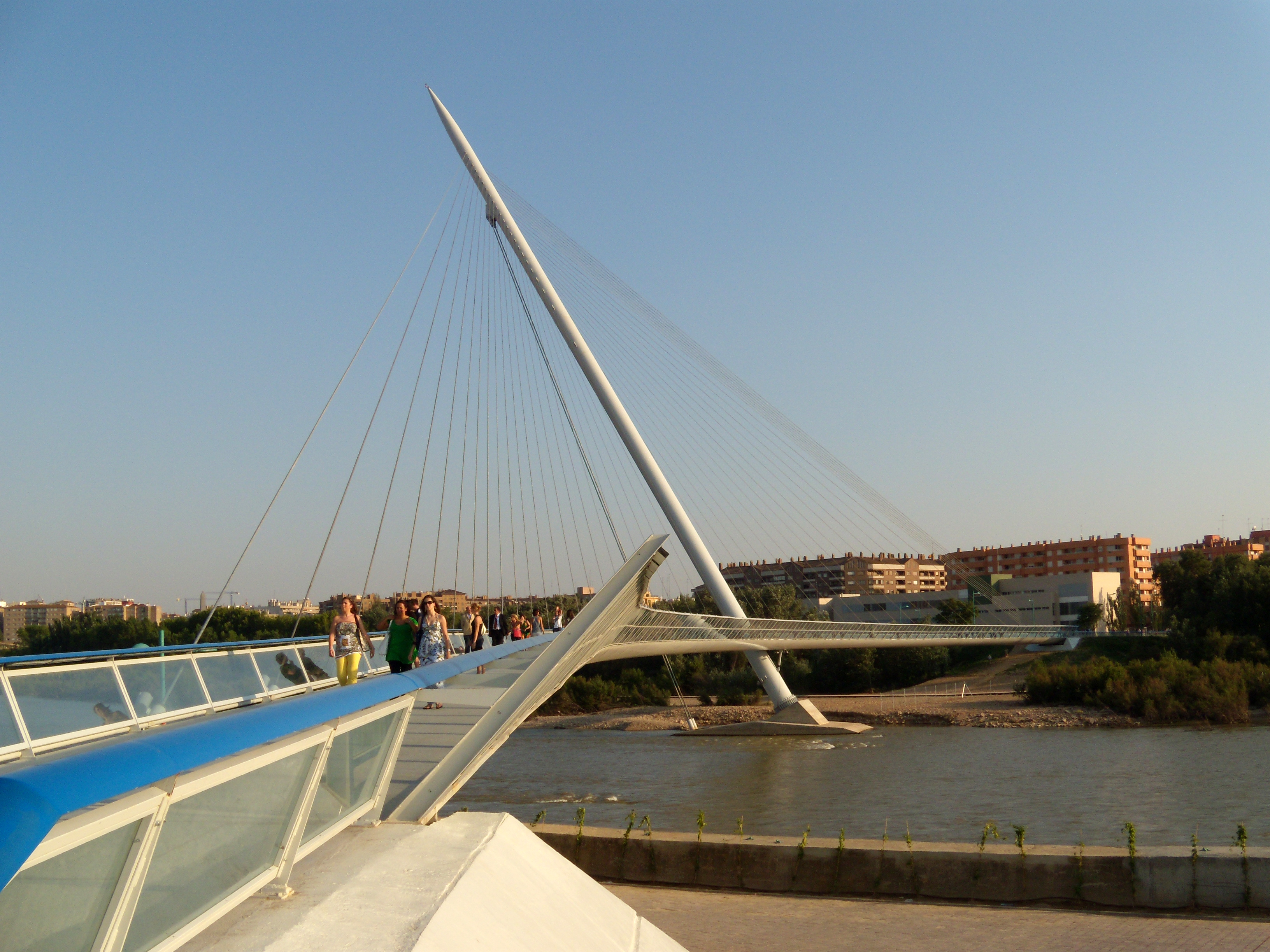
Pasarela del Voluntariado, Saragossa

Francisco Javier Manterola Armisén (* 17. Juni 1936 in Pamplona; † 12. Mai 2024 in Tres Cantos) war ein spanischer Bauingenieur.

## Leben
Javier Manterola studierte Bauingenieurwesen an der Polytechnischen Universität Madrid (UPM) und war einige Jahre am  Institut für Baumaterialien  Eduardo Torro (spanisch Instituto de Ciencias de la Construcción Eduardo Torroja) in Madrid tätig, an dem er promoviert wurde. 1964 war er Mitbegründer, CEO und zuletzt Co-CEO des Ingenieurunternehmens Carlos Fernández Casado (CFCSL), das an vielen Ingenieur- und Architekturprojekten wie Hochhäusern, Verkehrsinfrastrukturen und Sportzentren und insbesondere Brückenbauten beteiligt war.
Manterola hatte von 1976 bis 2006 den Lehrstuhl für Brückenbau an der Escuela Técnica Superior de Ingenieros Industriales (ETSII), einer Teilschule der UPM, inne. Seine technischen Veröffentlichungen zum Thema Brückenbau sind wichtige Standardwerke im spanischen Brückenbau.
Er starb im Mai 2024 im Alter von 87 Jahren.

## Wirken
Zu seinen Brückenbauwerken gehören die Puente de la Constitución de 1812 (Puente de la Pepa, 2015) in Cádiz und die  Puente Ingeniero Carlos Fernández Casado (1984, die Brücke mit der längsten Spannweite in Spanien), die Fußgängerbrücke Pasarela del Voluntariado für die Expo 2008 in Saragossa, die Puente de la Delicias in Sevilla und die Puente de Andalucía über den Guadalquivir in Córdoba (2004). Er restaurierte auch historische Brücken wie die Puente Nuevo in Murcia, die er in eine Fußgängerbrücke umwandelte. Er arbeitete mit bekannten Architekten wie Rafael Moneo, Francisco Sáenz de Oiza und Fernando Redón zusammen.

## Ehrungen und Auszeichnungen (Auswahl)
- 1996 Goldmedaille der fip
- 2005 Erster Preisträger des Nationalen spanischen Preis für das Bauwesen
- 2005 Premios Internacionales de Navarra Príncipe de Viana
- 2006 International Award of Merit in Structural Engineering der International Association for Bridge and Structural Engineering (IABSE)
- 2006 Aufnahme in die Real Academia de Bellas Artes de San Fernando (RABASF)
- 2007 Aufnahme in das Colegio Libre de Eméritos

## Schriften
- Javier Manterola: el oficio de ingeniero, Editorial Círculo de Bellas Artes 2016, ISBN 978-8494461545
- La obra de ingeniería como obra de arte, Editorial Laetoli 2010, ISBN 978-8492422210
- Ingegneria come opera d'arte, Jaca Book 2016, ISBN 978-8816411340